# Публий Канидий Крас
Публий Канидий Крас (на латински: Publius Canidius Crassus; † 30 пр.н.е.) e политик и генерал на късната Римска република през 1 век пр.н.е.

## Биография
Произлиза от фамилия Канидии и е син на Публий Канидий. Той е голям привърженик на Марк Антоний.
През 43 пр.н.е. е легат при Марк Емилий Лепид в Галия. През 40 пр.н.е. Канидий е избран за суфектконсул заедно с Луций Корнелий Балб Стари. В края на 33 пр.н.е. Канидий отива при Антоний в Ефес. Канидий комадва земните войски на Антоний до битката при Акциум.
След самоубийството на Марк Антоний, Октавиан заповядва убийството на Канидий.